# The Cleaner

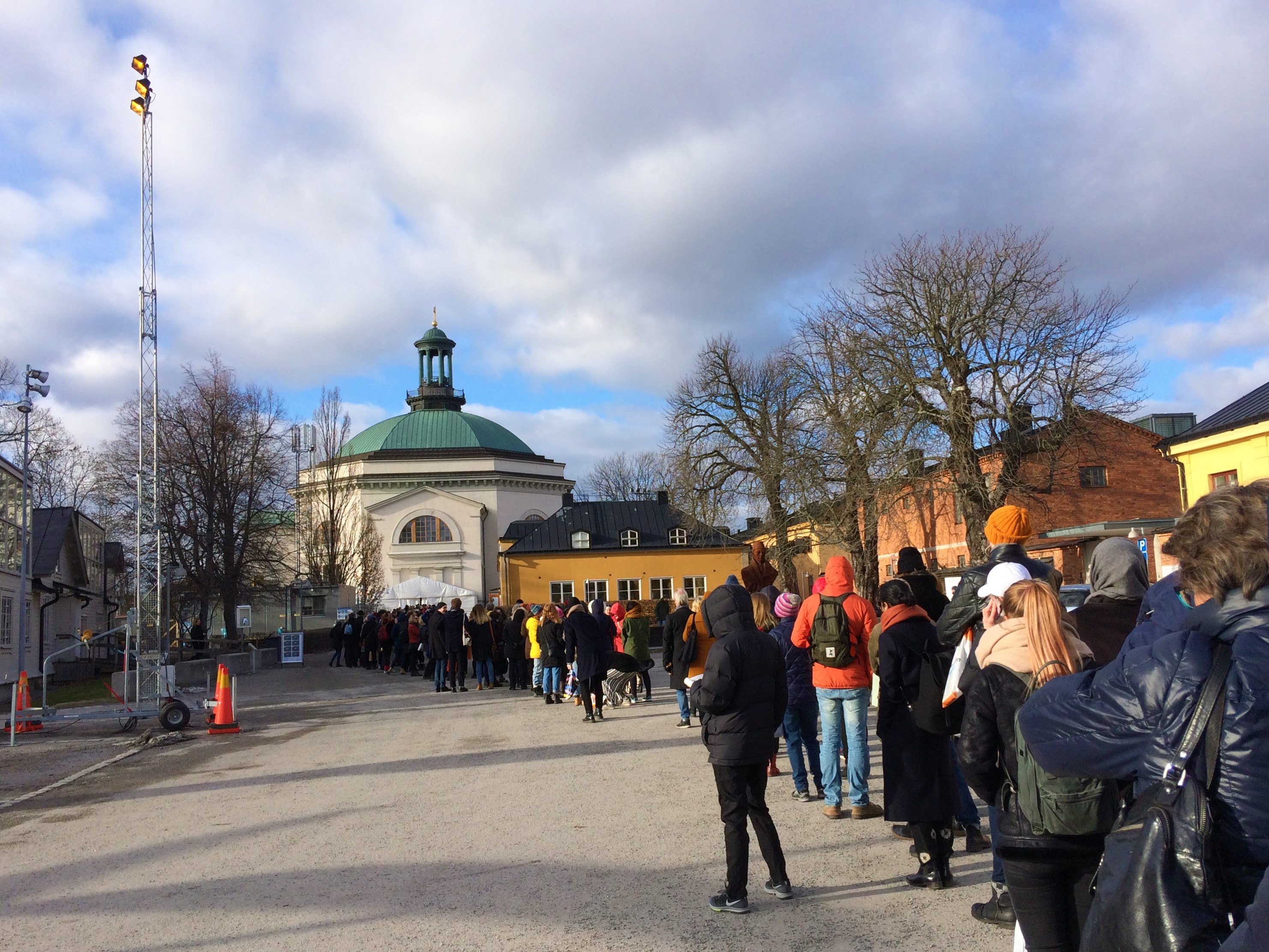
Kö till The Cleaner torsdagen den 3 mars 2017

The Cleaner är en performance av Marina Abramović i samarbete med Lynsey Peisinger, vilken första gången uppfördes under en vecka i februari–mars 2017 i Stockholm.
Moderna museet i Stockholm visade våren 2017 den retrospektiva utställningen The Cleaner med Marina Abramović. I samband med denna anordnades, tillsammans med Eric Ericson International Choral Centre, en nyskapad performance i Eric Ericsonhallen i Stockholm. Denna genomfördes under åtta timmar varje dag mellan måndagen den 27 februari och söndagen den 5 mars. I föreställningen medverkade omkring tolv sångare, uppemot 30 körer, omkring 25 performers och publiken själv. Marina Abramović medverkade också själv som performer.
Efter att normalt ha köat utanför under timmar, lotsades publiken in i lokalen en och en efter att ha lämnat ifrån sig ytterkläder, skor och väskor, samt klockor, mobiltelefoner och annan elektronik. Samtidigt i lokalen vistades uppemot 150 besökare och ett stort antal performers, sångare och körmedlemmar. De besökande beledsagades i slow motion av performers mellan olika ställen till stolar, till en plats att stå på inom tejpmarkeringar på golvet eller till liggplatser på trägolvet, och förutsattes vara tysta och uppträda individuellt och inte i sällskap.
Medlemmar i körerna kom från Sverige, Finland, Danmark och Lettland. Under denna performance växlade de olika körerna av med sång a cappella eller med begränsat ackompanjemang och uppförde lågmäld sång av sakral eller annan lugn karaktär. Sångare från a cappella-grupperna The Real Group från Sverige, Rajaton från Finland och VoxNorth från Danmark improviserade mellan körernas framträdanden under långsam rörelse på golvet, så att det sjöngs oavbrutet under framträdandet av The Cleaner.
Publiken, utan möjlighet att avläsa tiden, stannade under föreställningen så länge de kände för det, varpå nya besökande fyllde på.

## Liknande performance
Marina Abramović uppförde en delvis liknande performance på Serpentine Gallery i London juni–augusti 2014, betitlad 512 hours. Liksom vid The Cleaner lämnade de besökande ifrån sig klockor, elektronik med mera innan de gick in i lokalen, där de blev en del av denna performance och hade möjlighet att stanna så länge de önskade. Under 512 hours var dock besökarna ljudmässigt isolererade från varandra genom hörlurar, medan musiken under The Cleaner förenade dem.

### Digitala källor
- Performance: The Cleaner på Modena museets webbplats, läst 2017-03-03
- The Cleaner, Marina Abramović på Eric Ericson International Choral Centre:s webbplats, läst 2017-03-04